# Atletisme als Jocs Olímpics d'estiu de 1900 - 5.000 metres per equips masculins
La prova dels 5000 metres per equips va ser la darrera de les proves d'atletisme que es va dur a terme als Jocs Olímpics de París de 1900. Fou la primera vegada que es disputava una cursa per equips als Jocs Olímpics. La prova es va disputar el 22 de juliol de 1900 i hi prengueren part dos equips, França i un equip mixt, de cinc atletes cadascun.
La prova consistí en una única cursa en què cada atleta havia de fer 10 voltes a l'estadi per completar els 5000 metres. Els corredors sumaven punts segons la seva classificació final, sent el vencedor l'equip que tenia un menor nombre de punts.

## Medallistes
| Or                                                                                         | Plata                                                                                           | Bronze     |
| Equip mixt Charles Bennett · John Rimmer · Sidney Robinson · Alfred Tysoe · Stanley Rowley | França Henri Deloge · Gaston Ragueneau · Jacques Chastanié · André Castanet · Michel Champoudry | no n'hi ha |

## Resultats

### Posicions individuals
| Posició | Atleta            | Temps               | Punts |
| ------- | ----------------- | ------------------- | ----- |
| 1       | Charles Bennett   | 15' 29,2"           | 1     |
| 2       | John Rimmer       | desconegut          | 2     |
| 3       | Henri Deloge      | desconegut          | 3     |
| 4       | Gaston Ragueneau  | desconegut          | 4     |
| 5       | Jacques Chastanié | desconegut          | 5     |
| 6       | Sidney Robinson   | desconegut          | 6     |
| 7       | Alfred Tysoe      | desconegut          | 7     |
| 8       | André Castanet    | desconegut          | 8     |
| 9       | Michel Champoudry | desconegut          | 9     |
| 10      | Stanley Rowley    | retirat als 3.500 m | 10    |

### Posicions per equips
| Posició | País       | Punts |
| ------- | ---------- | ----- |
| Or      | Equip mixt | 26    |
| Plata   | França     | 29    |

Rimmer i Bennett lideren la cursa des d'un bon començament, seguits pels tres francesos no gaire lluny. Tysoe i Robinson mantenien les distàncies respecte a Castanet i Champoudry en el tercer grup de corredors, mentre Rowley, lesionat, comença a caminar després de la primera volta. Bennett supera Rimmer a l'esprint final. En arribar el novè classificat, Champoudry, sols quedava Rowley en cursa. Els oficials el van fer parar en acabar la 7a volta veient que no servia per a res que caminés els 1500 metres que li faltaven per completar el recorregut si igualment seria el desè classificat i rebria 10 punts.